# Jonas Lie (scrittore)

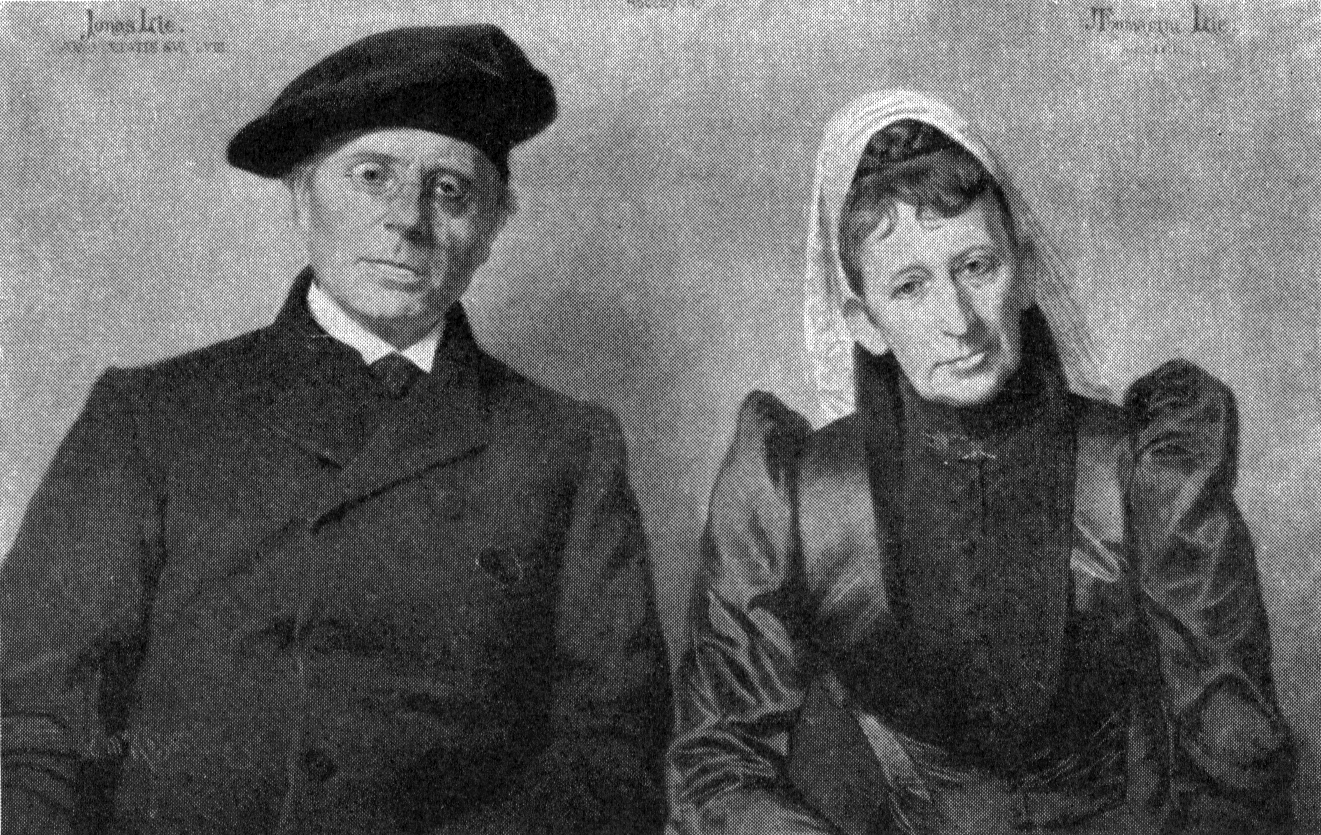
Jonas con la moglie Thomasine (1892)

Jonas Lie (Modum, 6 novembre 1833 – Larvik, 5 giugno 1908) è stato uno scrittore norvegese, ed è considerato uno dei più importanti romanzieri della letteratura norvegese dell'Ottocento.

## Vita
Jonas Lie nacque nella località di Modum, nel sud della Norvegia. Quando Jonas ebbe compiuto il quinto anno di età, suo padre fu nominato pubblico ufficiale a Tromsø, porto di accesso al Polo nord, dove trascorse sei anni della sua vita.

Studiò alla "Latinskole" presso Bergen e nel 1861 entrò alla Università di Oslo dove conobbe Henrik Ibsen. Si laureò in legge nel 1857, e incominciò la carriera nel settore, dedicando tutto il tempo libero alle letture.

Nell'anno 1860 si sposò con Thomasine.
Nel 1866 scrisse il suo primo lavoro, un volume di poesie, che non ebbe grande fortuna e in quel periodo intraprese l'attività di giornalista.

Nel 1870 pubblicò il romanzo Den Fremsynte ("Il veggente", col sottotitolo "Immagini del Nordland"). Nelle sue prime opere, l'autore si soffermò sulla descrizione, di impronta realistica, della vita degli esseri umani del nord e del loro rapporti con la madre.
In seguito viaggiò nel continente, trasferendosi in Italia, a Roma, poi in Germania, nella Baviera e infine in Francia.

Ritornò nella sua terra solamente nella primavera del 1893, vicino a Kristiansund. Da questo momento, fino alla sua morte, divenne molto prolifico e si dedicò a numerosi lavori.
Jonas Lie morì nella località di Stavern, il 5 giugno 1908.

## Opere principali
- Digte (Poesie) 1867
- Den Fremsynte (Il Veggente) 1870
- Tremasteren Fremtiden (Il tre-alberi "Avvenire") 1872
- Fortællinger og Skildringer 1872
- Lodsen og hans Hustru (Il pilota e sua moglie) 1874
- Faustina Strozzi 1875
- Thomas Ross 1878
- Adam Schrader 1879
- Rutland 1880
- Grabows Kat 1880
- Gaa paa! (Avanti!) 1882
- Livsslaven (Lo schiavo della vita) 1883
- Familjen paa Gilje (La famiglia di Gilje) 1883
- En Malstrøm (Un Maelstrom)1884
- Otte Fortællinger (Otto racconti) 1885
- Kommandørens Døtre (Figlie del comandante) 1886
- Et Samliv (Un matrimonio) 1887
- Maisa Jons 1888
- Digte (Poesie) 1889
- Onde Magter (Potenze malvagie) 1890
- Trold I-II (Troll I-II) 1891-92
- Niobe 1893
- Lystige Koner 1894
- Naar Sol gaar ned (Quando cala il sole) 1895
- Dyre Rein 1896
- Lindelin 1897
- Wulffie & Co 1897
- Faste Forland 1899
- Naar Jerntæppet falder (Quando cala il sipario di ferro) 1901
- Ulfvungerne 1903
- Østenfor Sol, vestenfor Maane og bagom Babylons Taarn! (A est del Sole, a ovest della Luna e oltre le torri di Babilonia) 1905
- Eventyr (Fiabe) 1908